# Paul Meier
Pour l’article homonyme, voir Paul Meier (statisticien).
Paul Meier, né le 27 juillet 1971 à Velbert (Rhénanie-du-Nord-Westphalie), est un décathlonien allemand.

## Biographie
Paul Meier est marié à la sauteuse en hauteur Heike Henkel.

## Carrière

### Palmarès
| Date | Compétition           | Lieu      | Résultat | Performance  |
| ---- | --------------------- | --------- | -------- | ------------ |
| 1992 | Meeting de Götzis     | Götzis    | 5e       | 8 153 points |
| 1992 | Jeux olympiques d'été | Barcelone | 6e       | 8 460 points |
| 1993 | Meeting de Götzis     | Götzis    | 2e       | 8 192 points |
| 1993 | Championnats du monde | Stuttgart | 3e       | 8 548 points |
| 1995 | Meeting de Götzis     | Götzis    | 8e       | 8 149 points |
| 1995 | Championnats du monde | Göteborg  | —        | Abandon      |

### Records
| Épreuve   | Performance  | Lieu      | Date         |
| --------- | ------------ | --------- | ------------ |
| Décathlon | 8 548 points | Stuttgart | 20 août 1993 |